# José María Gil-Robles y Quiñones
José María Gil-Robles y Quiñones född den 27 november 1898 i Salamanca, död 13 september 1980 i Madrid, var en spansk politiker och jurist, främst verksam under åren innan spanska inbördeskriget. Han ledde två partier, först Acción Nacional som grundades 1931, bytte namn till Acción Popular 1932 och avvecklades 1933, sedan Confederación Española de Derechas Autónomas från 1933 till partiets upplösning 1937. Efter inbördeskriget gick han i exil, men han återvände till en tjänst vid Oviedos universitet och var under sina sista år (efter Francos död) en av ledarna för i ett kristdemokratiskt parti, Federación de la Democracia Cristiana, som dock rönte föga framgångar i det enda val (1977) då han var involverad i partiet.
Hans son, José María Gil-Robles, var även han politiker och Europaparlamentets talman 1997-1999.